# 佐克
佐克，是匈牙利巴兰尼亚州所辖的一个村。总面积8.93平方公里，总人口289，人口密度32.4人/平方公里（2011年1月1日）。